# Nules
|  | No s'ha de confondre amb Nulles. |

Nules es una ciutat del País Valencià situada a la comarca de la Plana Baixa. Compta amb una població de 13.827 habitants (2023).

## Geografia i situació
Es troba a 18 km de Castelló de la Plana i a prop de la costa de la mar Mediterrània, a uns 4 km a l'est i amb el poblat marítim de la Platja de Nules. Al nord es troba la localitat de Borriana a 6 km, la de les Alqueries i al de Vila-real, al nord-oest es troba Betxí, a l'oest Artana i la Vilavella i al sud la Vall d'Uixó i Moncofa.

### Municipis limítrofs
Limita amb Vila-real, les Alqueries, Borriana, Moncofa, la Vall d'Uixó, Artana, Betxí i la Vilavella (el terme del qual està enclavat dins del de Nules).

### Nuclis de població
- Nules
- Mascarell

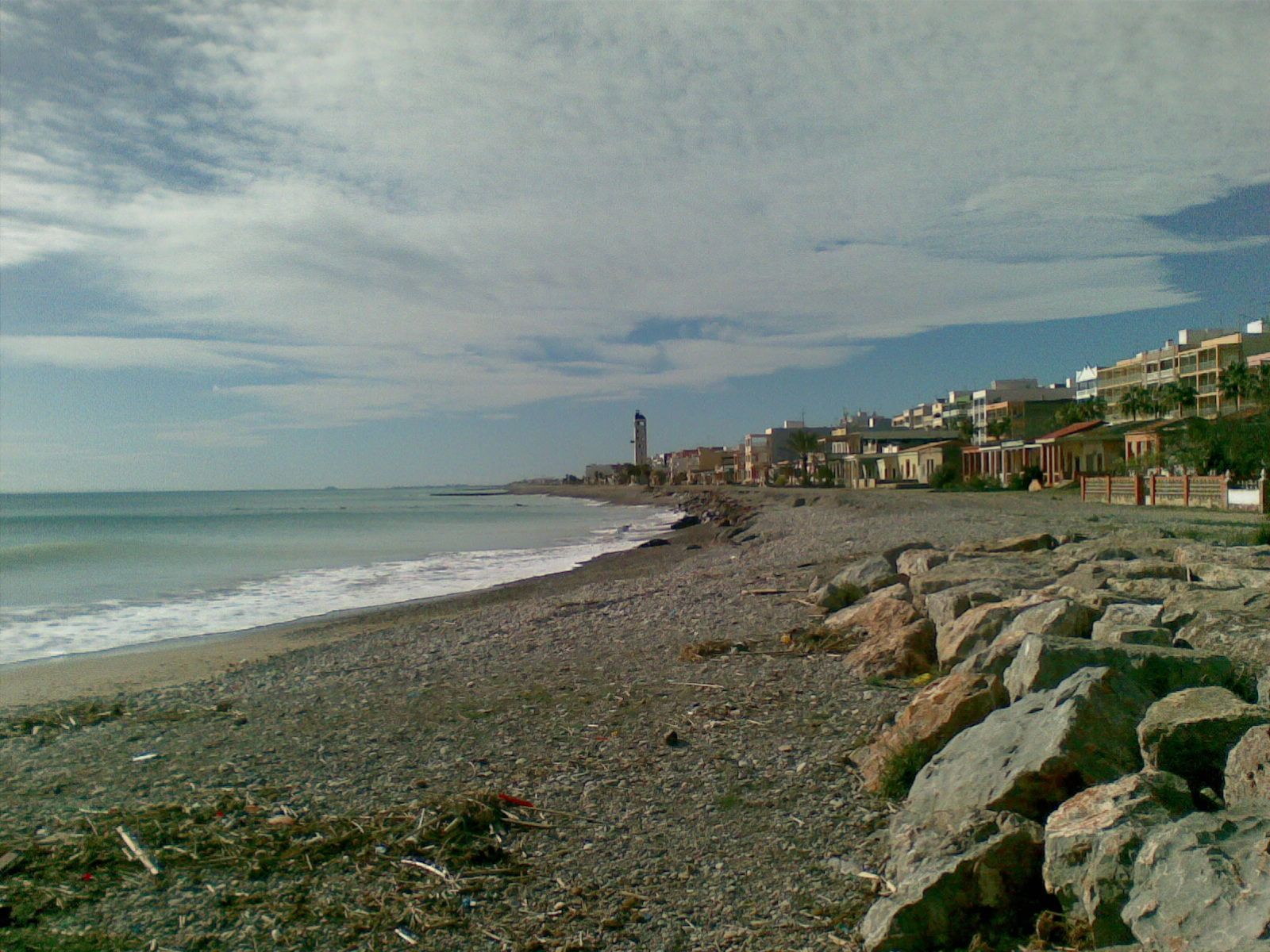
Vista de la Platja de Nules

- Poblats Marítims - Platja de Nules: Nules disposa d'un ampli litoral, d'uns 5 km de longitud, habitat en estiu per uns 15.000 estiuejadors, amb una gran presència de ciutadans francesos, madrilenys, valencians, aragonesos i de localitats properes. La platja de Nules és un exemple de platja sostenible i sense aglomeracions, i permet uns dies de descans a vora mar. A més a més, es pot visitar el paratge municipal i natural de l'Estany de Nules, una llacuna d'aigua dolça habitada per nombroses espècies d'aus i peixos. Els poblats marítims disposen a més del far, terrassa de concerts, càmping, restaurants, servei de la Creu Roja, farmàcia, caixer automàtic, parcs Infantils i paradetes a vora mar.

## Història

### Orígens: Edat Mitjana
Tot i que dins del terme de l'antic castell de Nules es poden trobar vestigis de civilitzacions anteriors, no és fins a l'any 1178 que es documenta el topònim de la població. El 28 de novembre d'aquell any, en redactar-se l'acta de dotació de la catedral de Tortosa, s'hi va deixar constància que "Nullis cum suis terminis" es trobaven dins dels límits de la Diòcesi de Tortosa.
Ja el 1238, els àrabs del castell de Nules es varen rendir al rei Jaume I i el 16 de setembre de 1251, el rei el va donar al noble català Guillem de Montcada i d'Aragó. Tres anys més tard, este noble, al castell d'Onda, va autoritzar 37 pobladors perquè al terme del castell de Nules fundaren la Pobla de Moncofa (on per aquell temps degué autoritzar a altres pobladors la fundació de la Pobla de Nules.
El 20 d'agost del 1273, Jaume I va concedir a Guillem de Montcada i d'Aragó el privilegi per a portar l'aigua del riu Millars fins al terme del castell de Nules. El dret a les aigües del Millars va fer possible la transformació de grans zones del terme en horta i, com a conseqüència, l'establiment d'un important grup de pobladors.
El 8 d'octubre de 1316, el rei Jaume el Just confirmà la venda que Ramon de Montcada i d'Aragó havia fet al seu gendre, Gilabert de Centelles, del castell i terme de Nules.
Gilabert de Centelles és considerat fundador de Nules i va morir en les campanyes de Sardenya. Durant la minoria del seu fill Gilabertó (1320-1326), es van transformar en horta grans extensions del terme de Nules, amb el consegüent creixement demogràfic de la població.
Per la gran influència de Gilabert de Centelles i Montcada en la cort de Pere el Cerimoniós, el senyor de Nules va rebre del monarca la confirmació del dret d'aigües i la celebració de mercat, així com el privilegi de tenir un embarcador a la platja de Nules i la celebració d'una firana anual de quinze dies.
Pel motiu de la guerra contra Pere el Cruel de Castella i el gran perill en què es va veure tota la comarca de la Plana, envaïda pels castellans, Pere el Cerimoniós autoritzà la fortificació de la vila de Nules l'any 1375.
Durant l'època de Martí l'Humà, la vila de Nules era lloc de refugi del bàndol dels Centelles; per això el rei la passà a jurisdicció reial, tot i que per poc de temps.
Després de la mort del rei Martí, els Centelles donaren suport al castellà Ferran d'Antequera i fou el senyor de Nules qui dirigia les tropes que, en la batalla de Morvedre, van derrotar els partidaris de Jaume d'Urgell, dirigits pel governador de València.
Elegit Ferran d'Antequera en el Compromís de Casp, els senyors de Nules van veure augmentar la seua influència i el seu poder polític i econòmic.

### Edat Moderna
Durant la Guerra de les Germanies, Nules fou quarter general de les tropes reialistes, però, a pesar de ser una de les poblacions més fortificades de la zona, les tropes van haver de traslladar-se a Borriana, ja que, en no tindre fosses, la vila de Nules no oferia seguretat.
A mitjan segle xvi, el Consell de la Vila de Nules, al costat dels de Moncofa, la Vilavella i Mascarell, poblacions que formaven la Baronia de Nules, va iniciar un plet contra els comtes d'Oliva i senyors de Nules amb la finalitat de passar a la jurisdicció reial; fet que s'assolí el 24 de setembre de 1582 amb la reial sentència dictada per Felip II, per la qual Nules es convertia en vila reial i es nomenava un batle i una justícia reials que administraven i ostentaven el poder civil i criminal en tota la Baronia.
Amb l'expulsió dels moriscos, la Baronia de Nules va perdre quasi la tercera part de la seua població i les càrregues tributàries van haver de fer-les enfront dels veïns de Nules i els nous pobladors. Les pèrdues que els Centelles patiren amb l'expulsió dels moriscos foren l'excusa per a retornar la Baronia a la jurisdicció dels seus antics senyors, amb el títol de Marquesat de Nules.
Durant la Guerra de Successió, Nules fou una de les poques poblacions de l'antic Regne de València que donà suport al pretendent francés i que suportà l'ocupació de l'exèrcit borbònic, el qual cremà moltes viles i ciutats del Regne de València i derogà els furs, imposant el castellà a totes les seues conquestes; Felip V, en ser-li fidel el poble de Nules per por a represàlies, li va concedir els títols de "Muy Leal y Fidelísima" i el privilegi d'afegir a l'escut de la vila un lleó en camp blanc, una S i una L, i per orla que diga: "La Fiel y Leal Villa de Nules". A pesar que el document de concessió estiga conservat a l'Arxiu Històric de Nules, l'escut oficial que la població utilitza com a propi des de 1927 no reflectix amb fidelitat eixe privilegi.

### Edat Contemporània
En la Guerra de la Independència, Nules fou assaltat per les tropes del general Suchet, que va deixar una guarnició francesa a l'antiga ermita de Sant Miquel (el Fort); durant la contesa va tenir un paper importantíssim fra Asensi Nebot, guerriller fill de Nules, a qui els francesos anomenaven despectivament amb el nom de la Fraila; ell fou qui va presidir a Castelló el jurament de fidelitat a la Constitució de 1812, i per este motiu es va veure obligat, anys més tard, a exiliar-se per defensar les llibertats constitucionals enfront de l'absolutisme de Ferran VII.
Fins al segle xix, Nules rebia les aigües del Millars per una séquia comuna amb Borriana, la qual cosa era motiu de continus enfrontaments entre els dos pobles. Després de llargs plets, el 6 de setembre de 1878, es va aconseguir la separació d'aigües i es va autoritzar Nules a construir una séquia pròpia. Este fet, la introducció de les primeres motobombes, les importacions d'adob i les perspectives que per a l'exportació obria la Revolució dels Transports van facilitar que la part del terme situada entre la vila i les muntanyes s'anara transformant en tarongerars alhora que s'obrien nous horitzons per al desenvolupament industrial de la població.
L'Arxiu Parroquial conserva la sèrie de Quinqui Libri, pràcticament completa; també conserva gran part dels llibres racionals, així com la major part dels protocols notarials salvats el 1937.
L'Arxiu Històric de Nules guarda un important fons documental sobre la vida del municipi des de mitjan segle xvi fins a les primeries del segle xx; del qual cal destacar les seccions de Manuals de Consell, Aigües i els expedients de reconstrucció i enderrocament de muralles.
El 1938, la població va quedar totalment arrasada en convertir-se enfront de combat. Assetjada pels dos bàndols, tots els seus edificis va caure sota l'efecte de les bombes, sent evacuada la població al juliol del 1938 davant l'arribada imminent de les tropes del General Franco per la Serra d'Espadà amb intensos bombardejos i combats a terra. Nombrosos periòdics de l'època, tant estatals com de la resta del món, es fan ressò de la crueltat amb què les tropes feixistes van assetjar i atacar la ciutat.
El 7 de setembre de l'any 2004, la ciutat de Nules va patir una greu inundació a causa de les constants fortes tronades i pluges. A les 9 del matí d'eixe dia, el barranc de la Serraleta es desbordava i deixava negada a tota la ciutat. Posteriorment, deixà de ploure, però a les 12 del migdia, tornava a ploure amb més intensitat encara que les anteriors vegades, i la Serraleta es tornava a desbordar amb més aigua i molts carrers, sobretot del barri de Sant Xotxim, portaven més de mig metre d'aigua en els carrers i el fang entrà en quasi totes les cases deixant a molta gent sense llum i amb electrodomèstics espatlats. Els carrers de la ciutat es varen omplir de fang, impossibilitant caminar en ells. La ciutat va tornar a la normalitat una setmana després. Fins i tot hui dia encara es poden veure restes d'aquella riuada. Aquell dia van caure en poques hores 193 litres per metre quadrat.

## Demografia
| 5.367 | 5.826 | 5.874 | 6.703 | 6.374 | 7.916 | 8.460 | 9.633 | 10.957 | 11.510 | 11.453 | 12.666 | 13.318 | 13.750 | 13.636 | 13.103 |

## Economia

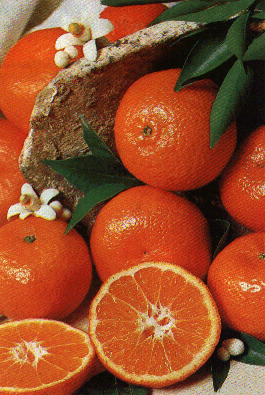
La taronja Clemenules és una de les més famoses en el mercat nacional i estranger

L'economia nulera s'ha basat tradicionalment en l'agricultura, amb clar predomini del cultiu de cítrics. La manipulació i comercialització dels cítrics va desenvolupar un incipient sector industrial que en l'actualitat es veu clarament superat per la producció ceràmica i taulellera i els seus derivats, que ha convertit a Nules en un dels principals centres industrials de les comarques del Nord.
Existix una varietat de clementina originària de Nules, la Clemenules, anomenada també Clementina de Nules, Nulesina o Nulera, originada per mutació espontània d'un arbre de clementina el 1953.

## Política i govern

### Composició de la Corporació Municipal
El Ple de l'Ajuntament està format per 17 regidors. En les eleccions municipals de 28 de maig de 2023 foren elegits 7 regidors de Centrats en Nules (CeN), 4 del Partit Popular (PP), 3 del Partit Socialista del País Valencià (PSPV-PSOE), i 1 de Més Nules (Compromís+EUPV).
| Eleccions municipals de 28 de maig de 2023 - Nules |                                          |                                     |                                     |        |          |          |
| Candidatura | Candidatura                              | Candidatura                         | Cap de llista                       | Vots   | Vots     | Regidors |
| | Centrats en Nules                        |                                     | David Garcia Pérez                  | 2.693  | 37,34%   | 7 (+1)   |
| | Partit Popular                           |                                     | José Vicente Adsuara Veloso         | 1.689  | 23,42%   | 4 (-1)   |
| | Partit Socialista del País Valencià-PSOE |                                     | Adrián Sorribes Herraiz             | 1.501  | 20,81%   | 3 (-2)   |
| | VOX                                      |                                     | Vicente Javier Prior Muñoz          | 850    | 11,78%   | 2 (+2)   |
| | MN - EUPV: ENDAVANT                      |                                     | Rosa María Ventura Ninot            | 402    | 5,57%    | 1 ()     |
| | Vots en blanc                            |                                     |                                     | 76     | 1,05%    |          |
| Total vots vàlids i regidors | Total vots vàlids i regidors             | Total vots vàlids i regidors        | Total vots vàlids i regidors        | 7.211  | 100 %    | 17       |
| | Vots nuls                                | Vots nuls                           | Vots nuls                           | 87     | 1,19%    |          |
| Participació (vots vàlids més nuls) | Participació (vots vàlids més nuls)      | Participació (vots vàlids més nuls) | Participació (vots vàlids més nuls) | 7.298  | 74,12%** |          |
| Abstenció | Abstenció                                | Abstenció                           | Abstenció                           | 2.547* | 25,87%** |          |
| Total cens electoral | Total cens electoral                     | Total cens electoral                | Total cens electoral                | 9.845* | 100 %**  |          |
| Alcalde: David Garcia Pérez (CeN) (17/06/2023) Per ser la llista més votada, després de no haver obtingut majoria absoluta dels regidors (7 vots de CeN + 3 vots del PSOE + 1 vot de +N https://www.elperiodicomediterraneo.com/elecciones/municipales/2023/06/17/constitucion-nuevo-ayuntamiento-nules-2023-david-garcia-88372183.html) |                                          |                                     |                                     |        |          |          |
| Fonts: https://elpais.com/espana/elecciones/municipales/17/12/82/ http://www.argos.gva.es/ahe/pls/argos_elec/DMEDB_Elecmunicipios.informeElecDetallado?aNMuniId=12082&aNNumElec=1&aVTipoElec=L&aVFechaElec=2023&aVLengua=c (* No són vots sinó electors. ** Percentatge respecte del cens electoral.)                                    |                                          |                                     |                                     |        |          |          |

### Alcaldes
Des del 2015 l'alcalde de Nules és David García Pérez, qui va concórrer per Coalición de Centro Democrático (CCD), en 2019 en la plataforma Centrats en Nules (CeN).
| Període                       | Alcalde o alcaldessa                    | Partit polític      | Data de possessió     | Observacions         |
| ----------------------------- | --------------------------------------- | ------------------- | --------------------- | -------------------- |
| 1979–1983                     | Vicente Porcar Bigorra José Darás Valls | UCD                 | 19/04/1979            | --                   |
| 1983–1987                     | Sebastián Nebot Gómez                   | PSPV-PSOE           | 28/05/1983            | --                   |
| 1987–1991                     | Vicente Martínez Lucas                  | AP                  | 30/06/1987            | --                   |
| 1991–1995                     | Vicente Martínez Lucas                  | PP                  | 15/06/1991            | --                   |
| 1995–1999                     | Vicente Martínez Lucas                  | PP                  | 17/06/1995            | --                   |
| 1999–2003                     | Jose Blás Molés Alagarda                | PP                  | 03/07/1999            | --                   |
| 2003–2007                     | Salvador Gorriz Valls                   | PSPV-PSOE Grup Mixt | 14/06/2003 19/12/2005 | Expulsió del grup -- |
| 2007–2011                     | Mario Ángel García Bascones             | PP                  | 16/06/2007            | --                   |
| 2011–2015                     | Mario Ángel García Bascones             | PP                  | 11/06/2011            | --                   |
| 2015–2019                     | David García Pérez                      | IPN-CCD             | 13/06/2015            | --                   |
| 2019-2023                     | David García Pérez                      | CeN                 | 15/06/2019            | --                   |
| Des de 2023                   | David García Pérez                      | CeN                 | 17/06/2023            | --                   |
| Fonts: Generalitat Valenciana |                                         |                     |                       |                      |

## Monuments

### Monuments religiosos

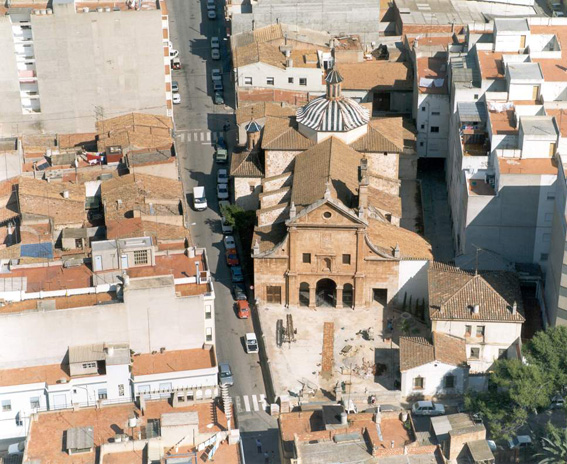
Vista aèria del Convent dels Carmelites Descalços

- Església Arxiprestal de Sant Bartomeu i Sant Jaume

Encara no s'ha pogut donar una data exacta de construcció, però algunes fonts diuen que és del segle xiii o de principis del XIV. En aquell temps, l'esplendor econòmica i demogràfica de la ciutat sol·licitava un nou temple cristià, que substituïra l'anterior mesquita convertida després de la Reconquesta en el temple catòlic. El nou temple es projectà en l'estil gòtic, sense creuer, amb capelles entre contraforts i de dimensions no gaire grans, impulsat econòmic pels ciutadans i pel mateix senyor de Nules, Gilabert de Centelles. El primitiu retaule major gòtic dataria del 1482, i és obra de Roderic d'Osona per encàrrec de Serafí de Centelles.
Fou en 1667 quan començaren les obres d'ampliació del temple: es canvià l'orientació del temple, ja que on abans estava l'altar major es va fer una nova porta principal i es construí un creuer cobert per una cúpula semiesfèrica amb llanterna. També s'alçà la sagristia i el campanar (de 30 metres d'alt i de planta quadrada). Durant les obres, que es prolongaren alguns segles, el culte no deixà de celebrar-se en la parròquia. El retaule barroc de l'altar major, tot de talla de fusta, s'acabà el 1720, però fins al 1899 no es van concloure els treballs de dorat i policromia. Progressivament es van seguir acabant les actuacions en el púlpit, les capelles i el cor, fins a donar-se per finalitzada l'obra en 1905. El resultat era un excel·lent temple de planta neoclàssica, de creu llatina, amb decoració barroca en l'altar major i relleus en les petxines del creuer.
Tot eixe esforç constructiu de tantes generacions dels nulers quedà acabat el 7 de juliol de 1938, quan el temple fou dinamitat per les tropes republicanes i convertint en un muntó d'enderrocs. Acabada la Guerra Civil, Regiones Devastadas encarregà alguns projectes per a l'edificació d'un nou temple en el mateix solar, sent acceptat el de Julián Francisco Fornies. La primera pedra es col·locà el 1944, però les obres avançarien lentament. La falta de pressupost impedí que es dugueren a terme els projectes decoratius, la qual cosa va suposar una austeritat gens comparable amb la magnificència de l'anterior temple. En qualsevol cas, l'afany dels fidels ha permès d'anar decorant el temple amb el pas dels anys, per a poder donar-li un aspecte més digne.
El temple nou és de planta rectangular, de 52 x 22 metres, compost de 3 naus i creuer, tot ell en estil neoclàssic. La nau central està coberta amb volta de canó, i sobre les naus laterals s'ubiquen les tribunes i el cor alt, per a donar major capacitat al temple. Surt l'esvelta cúpula, de mitja taronja sobre el tambor circular coberta amb teules vidriades. La porta principal s'ubica als peus del temple, i la porta lateral cau en la Plaça Major. Ambdues portades estan fetes en pedra, de forma harmònica amb l'arquitectura de la mateixa plaça. El temple disposa de sagristia, capella del Sagrari, despatxos parroquials, etc. L'Església Arxiprestal és la seu de l'Arxiprestat de Nules, que agrupa les diferents parròquies de Nules i els pobles del voltant.
- Església de la Sang.

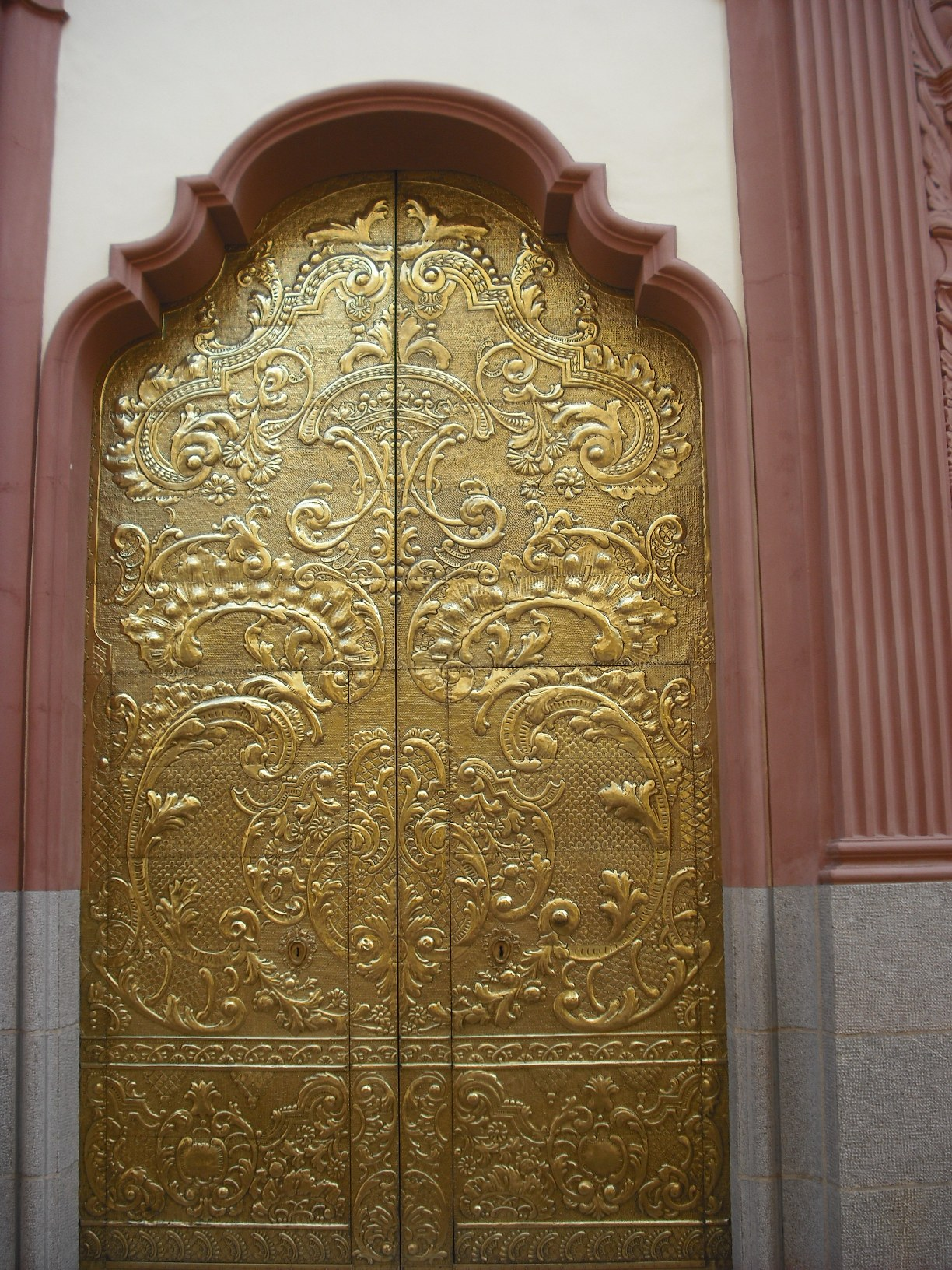
Porta de l'església de la Sang.

Església de planta de Reconquesta que demostra la pervivència del gòtic bé entrat el segle xvi en la Plana. Amb esgrafiats del segle xvii. Inclou el Museu d'Història de Nules.
- Capella de la Soletat. Del segle xviii.

Bell exemple de l'arquitectura rococó al País Valencià, de mesurades i esveltes proporcions, són de destacar les rocalles que ornamenten tant els arcs, com la volta i la cúpula, així com relleus al·legòrics a quatre passatges de la vida de la Verge. En el nínxol central es venera una imatge de la Mare de Déu de la Solitud, de finals del segle xvii.
- Ermita de Sant Miquel El Fort, Museu de Medallística Enrique Giner. Del segle xviii.

Construïda per l'arquitecte Antoni Gilabert com un antecedent de l'arquitectura neoclàssica del País Valencià. Fortificada durant la Guerra d'Independència.
- Església del Convent dels Carmelites Descalços.

Un dels màxims exponents de l'arquitectura carmelita. D'una sola nau, amb planta de creu amb creuer cobert de cúpula transdosada. Conserva un important sòcol de rajoles valencianes de mitjan segle xviii. És remarcable la capella de Sant Josep, coberta amb cúpula oval i rica ornamentació d'estucs i esgrafiats. Destaca així mateix la seua noble façana.
- Ermita de Sant Joaquim.

Situada al barri de Sant Joaquim, anomenada també popularment Sant Txotxim, es va construir amb les donacions dels devots del barri cap a l'any 1706. L'antiga ermita va caure per la corrosió del temps i les destrosses de la Guerra d'Independència, i hagué de ser reconstruïda al mateix lloc. Mossén Trinitari Mariner, il·lustre nuler, va fer el disseny de la nova ermita seguint les línies del neogòtic. Fou inaugurada el 1926.
- Església de la Immaculada.

També situat al barri de Sant Xotxim, començà la construcció el 1718, un any després de concloure's les obres de l'altre convent de carmelites. Segons els plànols, ambdós degueren ser molt semblants. La decoració interior també té paral·lelisme amb la de la capella de la Sang, la qual cosa indica que els dos edificis foren treballats pels mateixos mestres d'obres i artesans.
- Altres Ermites:

Ermita de Sant Blai. Segle XVII.
El Calvari. Segle XVII.
Ermita de Sant Antoni.
Ermita de Santa Bàrbara.
Ermita de Sant Miquel.

### Monuments civils
- La Vila.

Els carrers del nucli medieval, conegut com la Vila, són de traçat rectilini. Els seus habitatges són conseqüència del desenvolupament de la burgesia local. A la Plaça Major es troba l'edifici Consistorial i l'església parroquial.
- Vila de Mascarell.

Mascarell és una població emmurallada que pertanyia a la Baronia i al Marquesat de Nules i passà a ser pedania de Nules a final del segle xix. Es tracta d'una localitat amb un gran valor patrimonial, destacant el recinte emmurallat d'origen medieval i que rodetja per complet la pedania. En l'actualitat encara viuen en Mascarell unes 250 persones. És una població única en el País Valencià, amb un origen lligat a l'expulsió de la població musulmana de la veïna població de Borriana. El primer document que es té del poblat és de l'any 1310. Jaume I expulsà els moros de Borriana (Mascarell (Nules)). Mascarell quedà quasi despoblat després de l'expulsió dels moriscos, i fins bé entrat el segle xviii no superà la crisi.
Destaca la casa consistorial de finals del s. XVIII (de proporcions reduïdes però equilibrada i digna) i la seua església parroquial de finals del XVII (amb interessants esgrafiats semblants als de la Sang). La muralla està feta de morter, terra i rajola, i al centre de cada costat té una torre. Té dues portalades, en els costats est i oest, i és de planta quasi quadrangular.
- Vil·la Romana de Benicató.

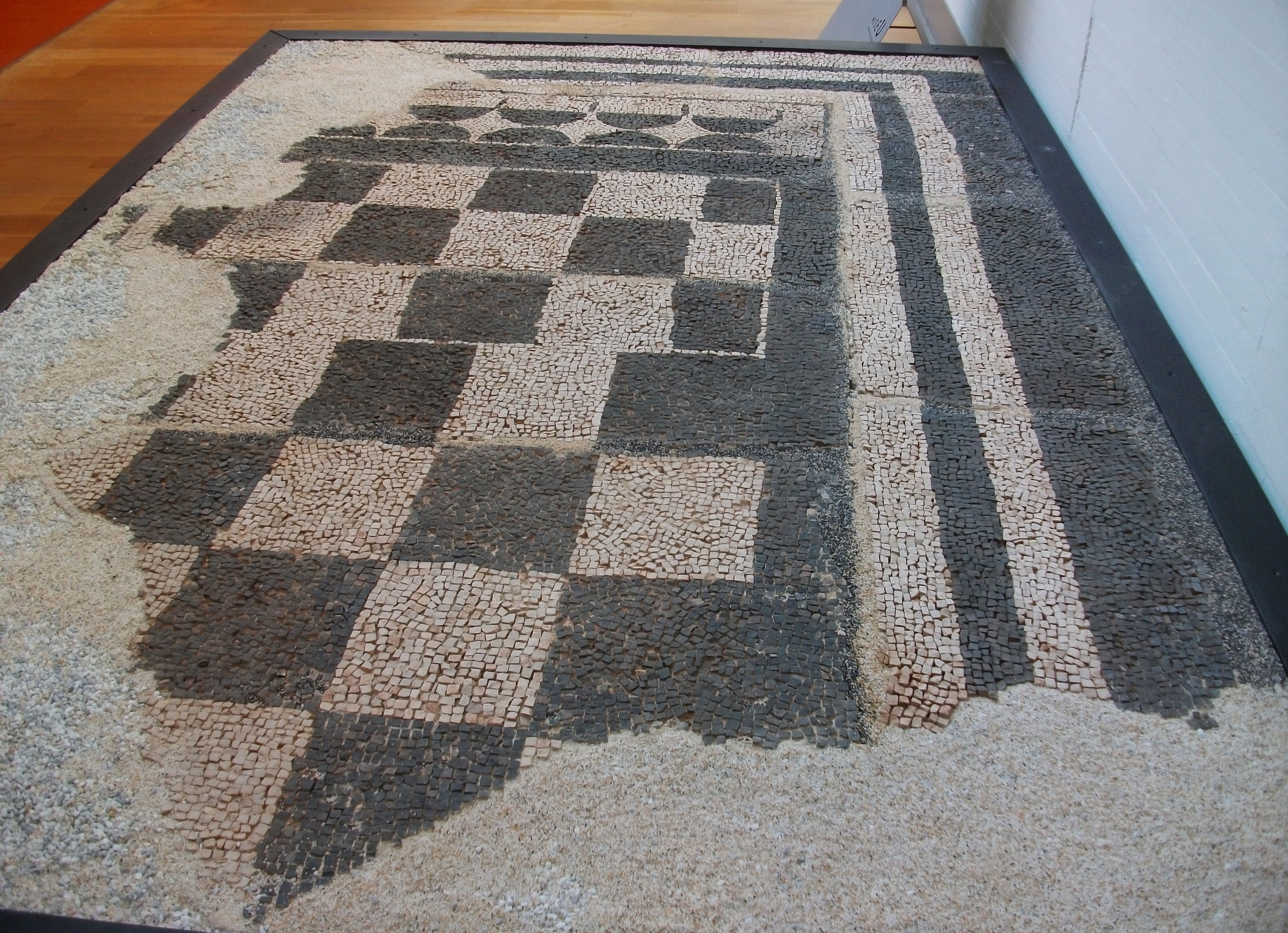
Mosaic procedent de Benicató al Museu de Belles Arts de Castelló.

A tres quilòmetres del nucli urbà de Nules es troba el jaciment arqueològic de la Vil·la Romana del Benicató. El Benicató era una important vil·la romana rural que era alhora explotació agrícola i residència. Va estar habitada entre el segle I aC i el IV dC i degué tindre el seu període d'esplendor al segle ii.
Va ser descoberta el 23 de desembre de 1955 quan es realitzaven faenes agrícoles a la zona. La Diputació va expropiar els terrenys i el 1956 va començar l'excavació, en la qual es van treballar uns 2500 metres quadrats d'extensió, que per raons desconegudes quedaren abandonats durant 20 anys, cosa que provocà la pèrdua de moltes de les restes. El 1973 es van reprendre els treballs i, posteriorment, Benicató va ser cedit a l'Ajuntament de Nules, que s'encarrega de la seua conservació fins a l'actualitat. Les intervencions del SIAP es basaren principalment en dos objectius prioritaris; d'una banda, l'excavació de determinats sectors intactes i, d'altra banda, la neteja de l'àrea excavada, a fi de procedir en un futur a la reconstrucció de les ruïnes i a condicionar el lloc per a la visita pública.
La part central de la vila presenta un peristil o galeria porticada amb bases de columnes de pedra calcària grisa blavenca, amb una amplària de 2,50 metres, que discorre per tot l'entorn d'un pati quadrangular d'uns 16 metres de costat al centre del qual apareix un dipòsit o piscina circular de 7,60 metres de diàmetre, al qual s'accedix per un corredor amb paviment d'opus testaceum. Es reconeixen actualment 35 departaments, dels quals els millors conservats són els situats al sector oriental, on destaca la presència d'un hyposcaustum que conserva els arcs de rajola. Només dos departaments més oferien paviments de mosaics amb motius geomètrics en blanc i negre, mentre que els altres responen a altres funcions indeterminades amb paviments de terra endurida, si bé, d'entre estos, alguns estarien destinats probablement a usos d'emmagatzemament davant la presència de restes de grans tenalles o dolls.
Els materials ceràmics assenyalen el seu origen en un moment final del període romanorepublicà, per a assolir el seu major apogeu econòmic en la segona meitat del segle ii, moment en el qual es va remodelar el peristil porticat i es va construir la piscina, al costat dels paviments de mosaic. Tot el conjunt es va prolongar fins a mitjan segle iii, segons sembla provar les monedes que es trobaren incrustades entre el pis del mosaic i la capa de morter que amb posterioritat el va recobrir. Després del període de crisi que comporten les invasions de francs i alemanys ocorregudes a mitjan segle, la vil·la continuà perdurant lànguidament fins al segle vi, moment en el qual fou abandonada definitivament.
- Búnquers de Nules.

Conjunt de quatre fortificacions construïdes pel bàndol feixista durant la Guerra Civil.

### Museus
- Museu d'història de Nules

Situat a l'antiga l'església de la Sang exposa peces d'interés arqueològic, artístic i etnològic procedents de la zona de l'antic Marquesat de Nules. Entre les peces arqueològiques cal destacar l'ara romana de santa Bàrbara, la col·lecció numismàtica i fragments de ceràmica que ens donen la datació de les muralles de Nules i de Mascarell. Entre les obres d'art, la talla de sant Jaume, de final del s. XV., atribuïda als Forment i el retaule en ceramica de Santa Teresa, de mitjans del segle xviii. Entre les peces d'interés etnològic cal remarcar la col·lecció d'eines i utensilis de conreu.
- Museu de Medallística Enrique Giner

Situat a l'antiga Ermita de Sant Miquel, coneguda com el Fort. El museu de medallística exposa la quasi totalitat de l'obra d'Enric Giner, fill predilecte de Nules, així com una important exposició a l'exterior de diversos escultors de prestigi, entre els quals cal destacar Perelló la Cruz, Adsuara, etc.

### Teatre
- Teatre Alcázar

El Teatre Alcázar de Nules fou construït a principi de segle per la família Alcázar Bartrina amb la finalitat de dotar a la població d'un ampli espai condicionat per a ser utilitzat com a teatre, sala d'espectacles, etc. Com a conseqüència de la Guerra Civil, l'edifici va patir greus desperfectes i va haver de ser enderrocat, a excepció de la façana. El 1950, Inés Alcázar va presentar una sol·licitud per a construir un edifici nou destinat a teatre i a cinematògraf, que es va inaugurar el 1952 amb la sarsuela La del manojo de rosas. La seua capacitat era de 1.218 espectadors. La seua construcció va anar a càrrec de l'arquitecte Vicente Figueroa.
Amb el pas dels anys, l'edifici va entrar en decadència. Va ser el 1996 quan el consistori va decidir comprar l'immoble als Alcázar per 102 milions de pessetes, per a així conservar i impulsar este emblemàtic edifici. S'hi va dur a terme una complexa tasca de restauració per part dels arquitectes Francisco Grande i Ignacio Gil-Mascarell, que respectà sempre que fou possible els elements ja existents. També se n'amplià l'escenari, es van construir camerinos, s'adequà l'amfiteatre com a sala de cinema, s'instal·là aire condicionat i calefacció i se substituí la coberta. En l'actualitat, pels seus equipaments tècnics i per la seua capacitat, i és un dels teatres singulars al País Valencià.

### Bé d'Interès Cultural

#### Talla gòtica de Santa Maria
Esta imatge és la joia del patrimoni nuler. Probablement va presidir la portada principal de l'Església Major de Nules fins a mitjans del xvii, quan es va traslladar a una capelleta adossada a les velles muralles. En ser enderrocades les muralles a mitjans del XIX, es va construir una capella on va residir la imatge fins als anys 70, quan s'enderrocà la capella i la peça es va dur al Museu Catedralici de Sogorb. Després de moltes gestions, es va aconseguir portar-la de nou a Nules i, actualment, s'ubica al nou altar major de l'església arxiprestal de Sant Bartomeu.

#### Veracreu processional
Reliquiari que conté part de la fusta de la creu de Jesucrist. És de mitjans del xviii, d'argent repujat i daurat, fet en els tallers orfebres de Nules.

#### Crist jacent de l'Hospital
Per les seues característiques, se suposa que era l'antic Crist articulat que s'emprava a l'església Major per a la representació del Misteri del Davallament. Quan es van prohibir estes representacions, es va adaptar com a Crist jacent.

#### Custòdia
La parròquia de Sant Bertomeu guarda esta joia de l'orfebreria religiosa: una custòdia processional d'argent sobredaurat amb pedreria, fos, cisellat i repujat. Es degué realitzar durant el segle xvi. És d'estil renaixentista, de base circular amb motlures còncaves i adornaments d'àngels. El viril seguix el model valencià de sol amb rajos alternats flamígers i rectes acabats amb estreles.

#### Calze
Calze d'argent sobredaurat. No té marcai s'atribuïx a artistes valencians. El peu és gallonat, quasi circular, treballat amb burí i repujat. S'hi representen instruments de la Passió i l'efígie de sant Bartomeu. La canya està tornejada i el nuc és de semiesferes arestades i aplanat amb la inscripció al davant: Ave verum Corpus natum. En la subcopa destaquen els motius ornamentals decoratius: serafins, fulles d'acant, llaços i flors estilitzades.

#### Corona d'argent de la Soletat
La corona de la Mare de Déu de la Soledat és una altra de les joies de la nostra orfebreria. És d'argent cinsellat i repujat, i està datat cap al 1763. Probablement és obra de l'argenter valencià Entreaigües.

#### El Natzarè
Pas titular de la Germandat dels Natzarens de la Puríssima Sang de Nules, data de l'any 1941-42. És una obra de l'escultor nuler Enrique Giner. Presenta una imatge de vestir, amb túnica de vellut morat ricament brodada i cabellera postissa. El seu rostre de dolor, però alhora seré, transmet una gran càrrega emotiva. Actualment es troba en una de les capelles laterals del convent de la Sagrada Família.

#### Sant Jaume
Va presidir el retaule de l'església Major. Probablement procedia del retaule que el 1482 encarregà Serafí de Centelles, senyor de Nules, a en Roderic d'Osona. Les parts escultòriques dels retaules d'estos pintors les feien els Forment, als quals podem atribuir esta talla. Actualment és al Museu d'Història de Nules.

## Llocs d'interés natural
- Vila de Mascarell. Declarada Bé d'Interés Cultural.
- L'Estany de Nules i Marjal de Nules. Paratge Natural Municipal.
- Alguers de Borriana-Nules-Moncofa. Lloc d'Interès Comunitari.
- Font de Cabres. Situat a la muntanya, molt a prop del terme de la Vilavella i dins del Parc Natural de la Serra d'Espadà.

## Festes i celebracions
- Sant Joan. És el patró del raval de Sant Joan. La seua festa se celebra el 24 de juny. S'organitzen diversitat d'actes, entre els quals s'inclou la Crema de Fogueres, revetlles, sopars populars, actuacions musicals, calbalcada del Ninot i processó en honor del sant.

- Sant Vicent Ferrer. Coneguda com a Festa dels Fadrins, se celebra el dilluns següent al dilluns de Pasqua. Al matí s'organitza una cercavila on les penyes i grups d'amics desfilen sobre carros i acompanyats de xarangues per un recorregut urbà. És especialment interessant el moment que els carros giren al voltant de la foguera situada en el carrer Sant Vicent. A la tarda hi ha una processó on participen especialment els quintos.

- Festes Patronals de Sant Bartomeu. Festejos més destacats de l'any festiu de la ciutat. Enmig de l'estiu, les festes de Sant Bartomeu, patró de Nules, permeten descansar i gaudir amb els tradicionals festejos taurins, la "Cridà" o xupinazo de les penyes, actuacions musicals, revetlles, etc. Les penyes són les protagonistes, concentrant-se en els seus respectius casals i donant a les festes un aire diferent, gràcies a les seues coloristes vestimentes. Les festes se celebren la setmana del 24 d'agost, dia del sant. De manera simultània també es realitzen les Festes Alternatives Nules, creades per gent del poble descontents amb la programació de l'Ajuntament, on s'organitzen concerts de grups locals i tota classe d'actes.

- Festes Patronals de la Verge de la Soletat. Se celebren la primera quinzena d'octubre en honor de la Verge de la Soledat, patrona de Nules. Estes festes conserven l'ambient festiu dels "Bous al Carrer" o les actuacions musicals, encara que tenen un caràcter més religiós i cultural. Destaquen actes com l'ofrena i la processó, els Jocs Florals (Festival poètic en Valencià únic al País, juntament amb el de la ciutat de València, que va sorgir en 1953 per inicitiva del barri de Sant Joan) i la Cavalcada del Confeti.

- Sant Joaquim o Sant Xotxim. Se celebren al setembre en el raval de Sant Joaquim i les organitza la Comissió del Raval. Durant les mateixes dates, l'Ajuntament organitza la Fira Agrícola i de Maquinària, una de les més antigues del País Valencià. En 1946, un grup de veïns del Barri, amb motiu de les festes en honor del seu Patró, va decidir celebrar una fira de bestiar, que des de 1950 va institucionalitzar l'Ajuntament de la ciutat. Esta iniciativa d'uns quantes persones va aconseguir recuperar aquella tradició medieval que atorgava a Nules, gràcies al seu fundador, Gilabert Centelles, el dret a celebrar una fira durant 15 dies a l'any. Des de llavors fins avui, ininterrompudament, se celebra en la segona quinzena de setembre la Fira de Maquinària Agrícola on s'exposen, a més de tota mena de maquinària relacionada amb les feines pròpies del camp especialitzades en els cítrics, vehicles de tota classe, nombrosos productes tradicionals, una gran varietat d'atraccions i productes alimentaris, exposicions, mercadet i fira del comerç artesà. En 2007 la fira va celebrar la seua 61a edició.

- Les Barraquetes. Se celebra el dijous següent al Corpus Christi. Es tracta d'una festa religiosa tradicional i única de la localitat. El Sagramento ix en processó per la Plaça Major que està repleta de barraques fetes amb canyes i ocupades per nens. El seu origen encara no és clar; alguns la relacionen als orígens de la vila, com símbol que els primers pobladors, mentre construïen les seues cases, van viure en cabanyes. Uns altres, en canvi, opinen que està relacionada amb l'assentament al costat de les muralles de la ciutat de les tropes de Felip II que a principis del XVI van anar a reprimir una rebel·lió dels moriscs, i en coincidir amb la vuitena del Corpus es va demanar que les tropes fossin beneïdes pel Santíssim Sagramento, la qual cosa es recordaria en la processó de les Barraquetes. La tradició s'havia perdut en 1966, però es va aconseguir recuperar-la en 1992.

- Setmana Santa de Nules. La Setmana Santa compta amb un important conjunt d'imagineria encarregat de recordar els esdeveniments transcorreguts en aquella època. Les quatre confraries que conformen la Setmana Santa a Nules es caracteritzen per comptar entre les seues files amb un bon nombre de confrares que lluïxen els típics vestits de caputxí i que atorguen a tan distingit esdeveniment la rellevància que mereix. Els actes més destacats són Diumenge de Rams, la Tamborinada del Dilluns Sant, la processó del Viacrucis del Dimecres Sant, la processó general del Sant Soterrament del Divendres Sant a la nit i finalment la processó de l'Encontre el Diumenge de Pasqua. En total, es trauen 9 passos en les diferents processons. Cal destacar la Germandat dels Natzarens de la Puríssima Sang de Nules, que és hereva de l'antiga Confraria de la Puríssima Sang, de finals del segle xvi.

- Festes de Sant Roc. Se celebren a mitjan agost en els poblats marítims de la Platja de Nules. Destaquen per la gran quantitat d'esdeveniments esportius (carreres a peu, travessies marítimes, campionats de pesca i vòlei, marxes amb bicicleta, etc.) També destaca la celebració religiosa (missa, processó i "cercavila de bescuits").

### Altres festes
- La Setmana de la Joventut

L'any 2008 es va recuperar la Setmana de la Joventut, en què se celebra festival de màgia de la Plana, on a Nules se celebren festes culturals, màgia i il·lusió amb el Macjove, amb el qual els grans i menuts poden gaudir d'este món tan sorprenent. La festa de les paelles, les diverses charrades a l'Institut IES Gilabert de Centelles i al col·legi Ntra. Sra. de la Consolació i el lliurament del premi Jove Nuler de Pro per a joves del municipi destacats en diverses categories.
- Fira del Llibre

La fira del llibre es realitza a la Plaça Major i conta en infinitat de casetes amb venda de llibres i amb una gran afluència de públic. A més a més, compta en xarrades diverses.
- Festa de la Clemenules

Ee celebra al mes de març i ret honors a la clementina per excel·lència de la població, la clemenules. Diverses tertúlies i conferències omplin la setmana, a més, amb degustació popular de suc a la Plaça Major.

## Accessos i transports

### Ferrocarril

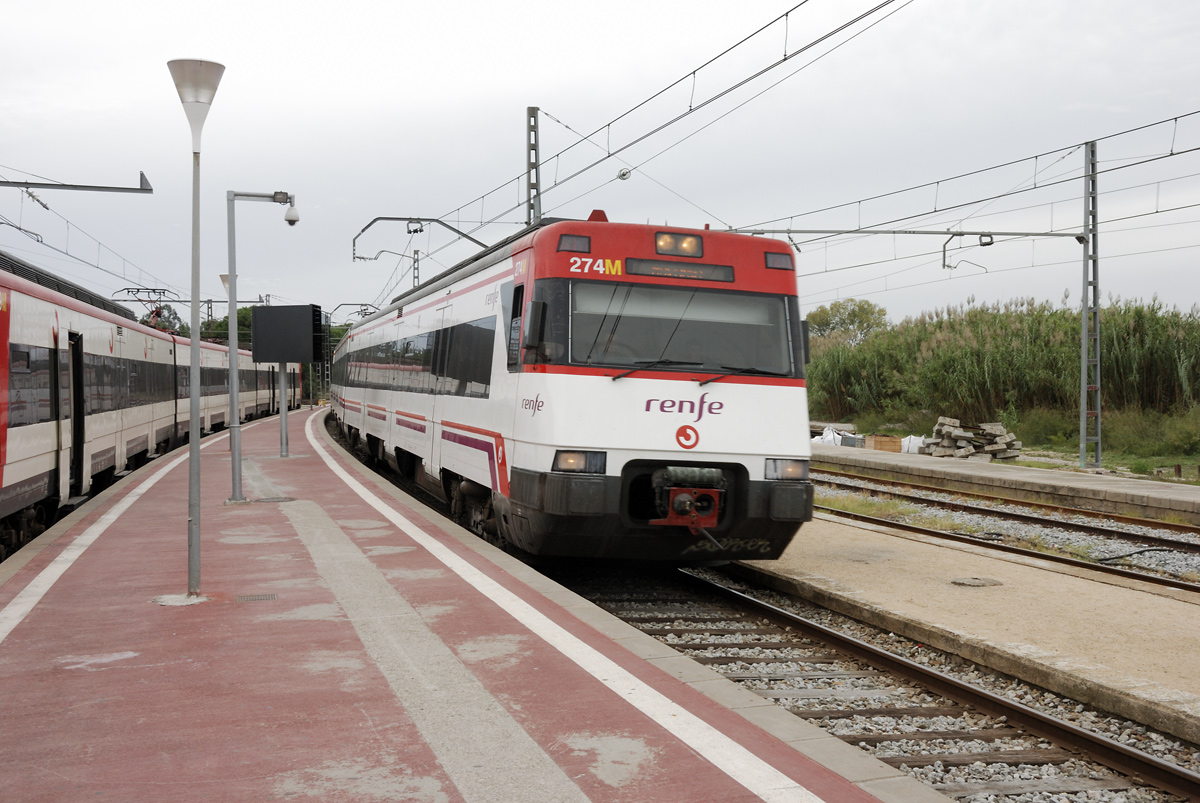
Tren de rodalia és l'únic tren que para a l'Estació de trens de Nules

A Nules passa la línia C-5 de RENFE en la que compta amb una estació de tren en la qual connecta el corredor mediterrani entre Castelló i València. L'estació de Nules és una de les poques on els trens de rodalia paren sempre, ja que hi ha moltes estacions en les quals el tren civis no estaciona. Això si, els trens de llarga i mitjana distància no hi fan parada.

### Carretera i autovia
Nules compta amb una comunicació bona i una gran xarxa de carreteres, ja que es troba en un lloc a la vora de la Mediterrània, i, a més, enmig de la indústria de la Plana, també influint amb la proximitat de Castelló de la Plana.
L'Autopista AP-7, principal corredor mediterrani junt amb l'Autovia del Mediterrani, és la principal via que passa per Nules. A un quilòmetre de Nules passa l'Autovia del Mediterrani A-7, la qual travessa tot el País Valencià i Catalunya. La N-340, una de les carreteres més importants de l'Estat, passa per la població després de desviar-se de l'Autovia del Mediterrani, continuant fins a les Alqueries, Vila-real i Castelló de la Plana.
La població està vertebrada per dues carreteres: la CV-18, que va en direcció a Borriana, i la CV-224 que va en direcció a la N-340 que arriba fins a Castelló de la Plana.
La població també està comunicada amb els seus poblats de dins del terme, com ara Mascarell connectada amb Nules per la Senda Mitjana, i la Platja de Nules connectada pel Camí la Mar i pel Camí Cabeçol.

## Esports
Com a quasi tot el País, l'esport que més es practica és el futbol. A Nules hi ha dos equips de futbol: el Club de Futbol Nules i l'EF Benicató, que juguen ambdós a l'estadi del Noulas. Els dos equips tenen una pedrera prou completa i compta amb jugadors de la geografia valenciana. El EF Benicató no ha arribat a grans categories, però el Club de Futbol Nules ha arribat a jugar, fins i tot, a la Segona Divisió B espanyola, un fet històric per aquells anys a Nules. Però no només es practica el futbol, el tenis també és una de les grans aficions i de fet, la ciutat compta amb pistes de tenis i un club, el Scude de Tenis de Nules. El bàsquet no ha repercutit massa en la ciutat, però en els darrers anys els jóvens han fet renàixer l'esport entre la població.

## Gastronomia
- Arròs amb ànec. Era plat típic de les festes de Sant Roc, en les quals la gent de Nules es traslladava a la platja, especialment en carros, per a passar un o més dies al camp, on este plat es guisava i es degustava a l'aire lliure.
- Salpicó d'anguiles. Es menjava habitualment durant la temporada estival, eixint a pescar estos peixos per a degustar-los ben condimentats amb el clàssic salpicó.

- Paella. És tradicional cuinar-la els diumenges, com a la resta del País Valencià. Durant les festes s'organitzen diversos concursos de paella i degustacions populars.

- Putxero. Té com a principals ingredients els cigrons, l'arròs o els fideus, carn de ternera i/o de pollastre, os de pernil i verdures vàries com la safanoria. És un menjar tradicional a Nules i també de moltes zones del País Valencià.

- Arròs al forn. L'arròs al forn és un plat típic del País Valencià. S'elabora en cassola de fang i es cuina com el seu nom indica, al forn. El seu origen està en l'aprofitament de les restes del cuinat per la qual cosa els seus ingredients principals són els cigrons i els diversos productes del porc utilitzats en la seua elaboració (xoriço, botifarra, llonganissa) junt amb el caldo obtingut. A més, s'afigen les queradilles, tomata, julivert i una cabeça d'alls coronant la cassola.

## Personatges destacats
- Francesc Beltran i Bigorra (1886-1962), botànic i professor.
- Enric Giner Canet (1899-1990), medallista, escultor i pintor.
- Rosita Amores (1938-), artista de varietats.
- Ascensió Figueres Górriz (1962-), filòloga i política, presidenta de l'Acadèmia Valenciana de la Llengua entre 1998 i 2011.
- Marisol González Felip (1962-), poetessa, professora i acadèmica de l'Acadèmia Valenciana de la Llengua.
- Jordi Ballester Benito (1974-), actor de cinema, televisió i teatre.

## Agermanaments
Nules participa en l'agermanament de pobles i ciutats, promogut per institucions com la Unió Europea. A partir de l'agermanament es pretenen establir lligams per mitjà de celebracions de cicles culturals, intercanvis o esdeveniments esportius.
|         | Estat   |                              | Territori     |       | Ciutat/Municipi |
| França  | França  | Roina-Alps                   | Roine-Alps    | Niom  | Niom (Nyons)    |
| Espanya | Espanya | Bandera Comunitat Valenciana | País Valencià | Nules | Nules           |
| ------- | ------- | ---------------------------- | ------------- | ----- | --------------- |